# Index thérapeutique
L'index thérapeutique est, pour une substance, le rapport de deux quantités caractérisées, celles de la dose létale 50 (DL 50), soit la quantité de substance entraînant la mort chez 50 % des individus, et de la dose efficace On calcule l'index thérapeutique de cette façon : 
IT = DL 50 / DE 50. 
Plus l’index thérapeutique d’une substance est faible, moins il y a de différence entre la dose susceptible d’obtenir un effet thérapeutique et celle susceptible d’entraîner la mort, et plus cette substance est dangereuse, donc.